# 梅德韋傑沃區

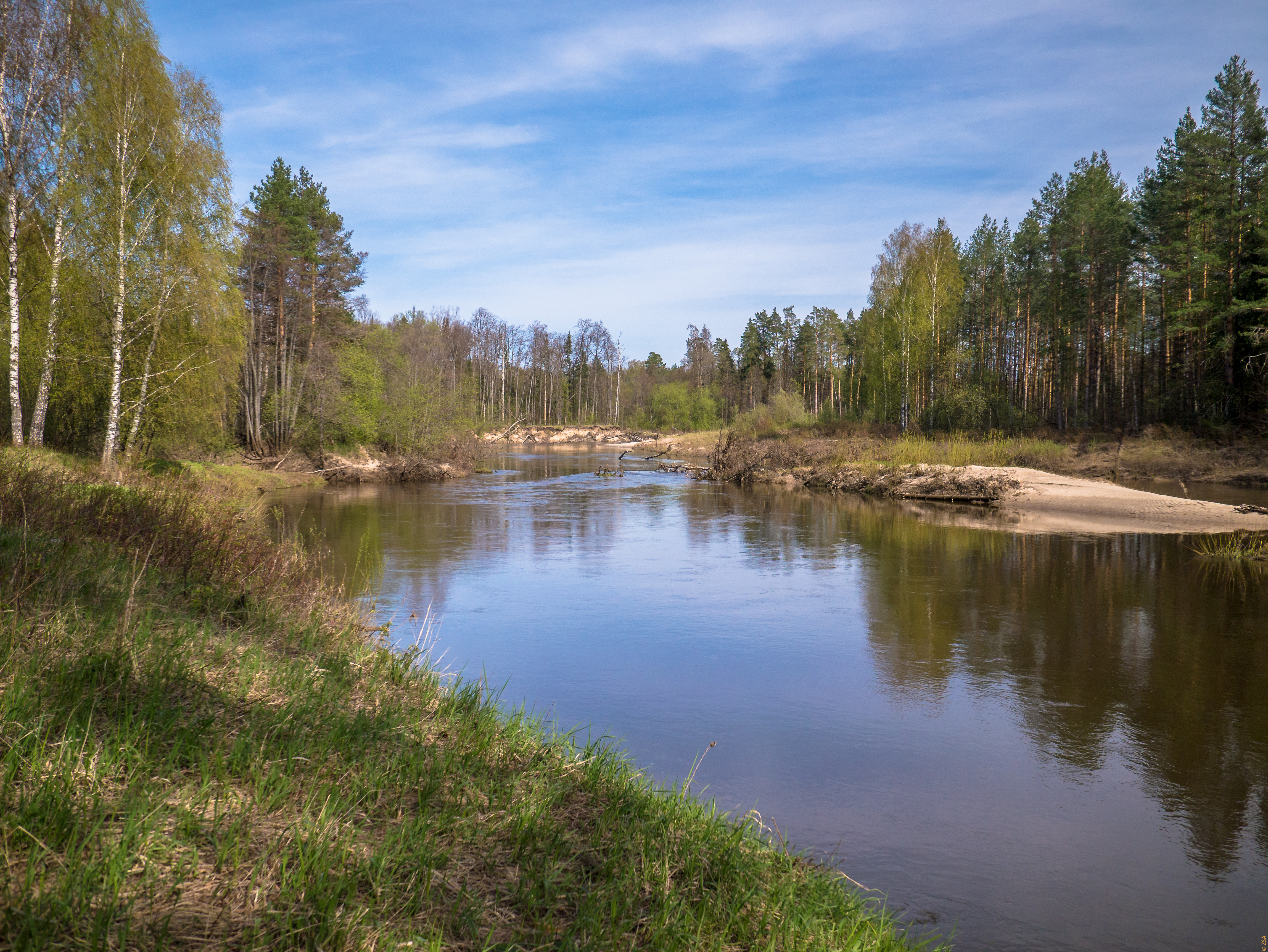

梅德韋傑沃區（俄语：Медведевский район），是俄羅斯的一個區，位於該國西部，由馬里埃爾共和國負責管轄，面積2,800平方公里，2010年人口67,703，人口密度每平方公里24.18人。